# Nagórzany (województwo podkarpackie)
Nagórzany (ukr. Nahor'any, łem. Nahorjany) – wieś w Polsce położona w województwie podkarpackim, w powiecie sanockim, w gminie Bukowsko na Pogórzu Bukowskim. Ma status sołectwa.

## Geografia
Wieś położona jest przy drodze wojewódzkiej nr 889 z Sieniawy, przez Bukowsko do Szczawnego. Droga ta łączy się z drogą 892 prowadzącą do przejścia granicznego przez Radoszyce na Słowację. Wieś leży na południe od Nowotańca. Okolica górzysta (390 m n.p.m.), na dziale wodnym Pielnicy – dopływ Wisłoka i Sanoczka (dopływ Sanu). Na południu graniczy z Bukowskiem.
| SIMC    | Nazwa    | Rodzaj    |
| ------- | -------- | --------- |
| 0346690 | Sanoczki | część wsi |

## Historia

### Toponimia
- supper oppido toto Nowothanecz et suburbis – 1446 r.
- Nowothanyecz cum supperiori suburbio 1486 r.
- Wolia Przedmieszczie Nagórzany 1589 r.
- Przedmieście Nowotanieckie Górne

Nazwa wsi ma pochodzenie etniczne – oznacza mieszkańców Posady Górnej (przedmieścia) miasta Nowotaniec, po powtórnej lokacji w 1444 w okolicy wsi Nagórzany.

### Właściciele
- Balowie de Lobetanz (1446–1565)
- Stanowie (1565–1713)
- Bukowscy (1713–1746)
- Bronieccy i Gumowscy (1746–1767)
- Sas-Jaworscy (1767–1813)
- Krziwkowicz-Poźniakowie (1813–1944)

### Etnografia wsi

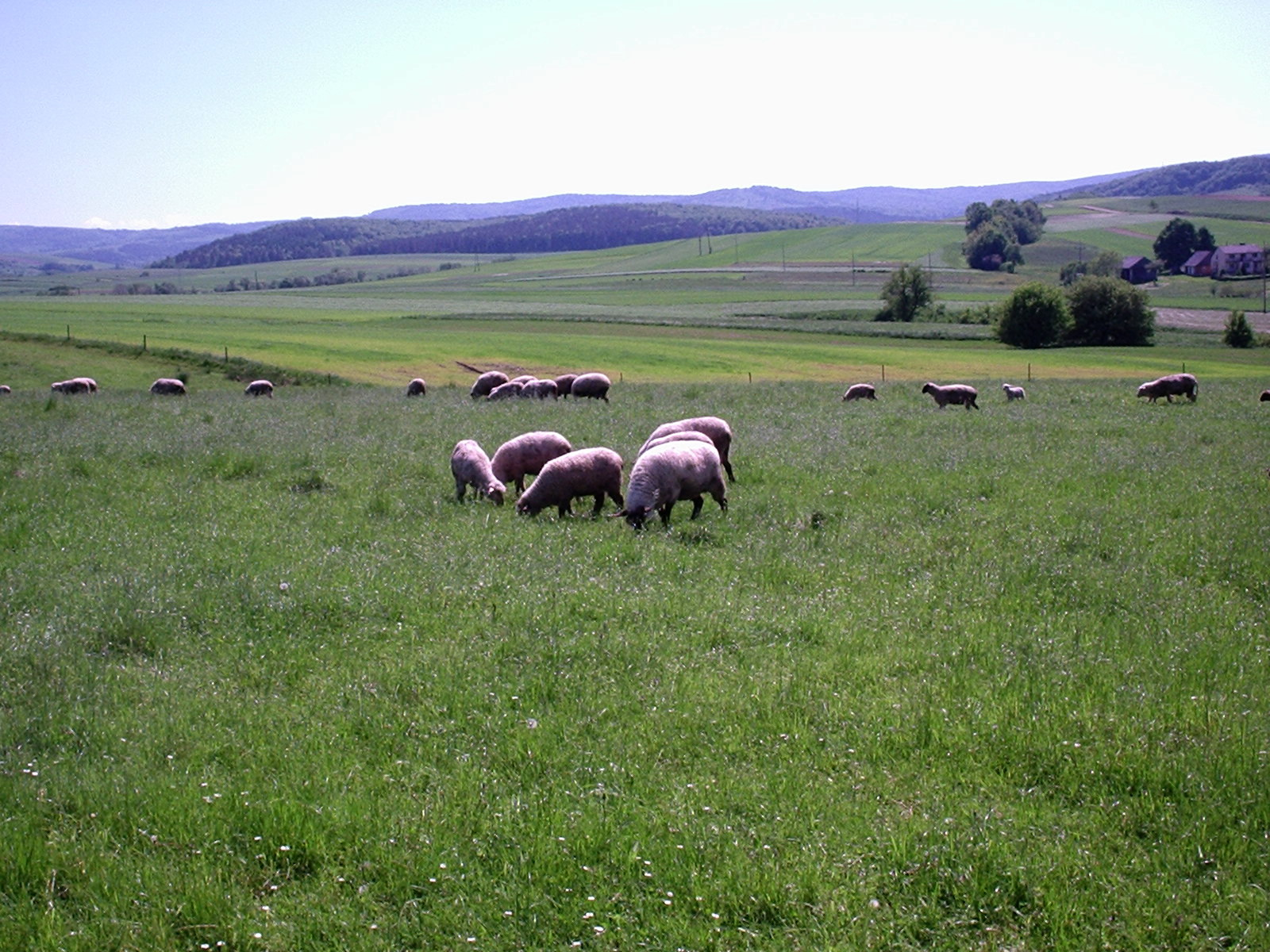
Wypas owiec

W 1774, 4 listopada jak wynika z zapisu wyroku sądu wójtowskiego w Sanoku, wydano wyrok pozwalający Żydowi Mośkowi Zelmanowiczowi na rzeźnictwo na potrzeby karczmy w Nagórzanach pod warunkiem że, "będzie przekazywał cechowi nowotanieckiemu co roku po funcie wosku, na Boże Narodzenie i Boże Ciało oraz po 6 groszy kwartalnie w okresie tzw. żałomszy suchedniowych; miał też zapraszać braci cechowych w godnie święta na pół garnca wódki"
W 1898 wieś liczyła 471 osób (głównie Polacy, społeczność żydowska <5%) oraz 75 domów. Powierzchnia wsi z miastem Nowotańcem wynosiła razem 3,43 km². Obszary dworskie (niezamieszkane) składały się wyłącznie z lasów i pastwisk i wynosiły łącznie 0,10 km². W 1900 wieś liczyła 490 mieszkańców, całkowita pow. wsi wynosiła wówczas 21 ha oraz 78 domy.
W 1928 we wsi znajdowała się kuźnia (M. Krzysik), zakład budowlany (A. Piszczyński), traffica (K. Gackowski), młyn (S. Jakubowski). W 1963 wieś obejmowała 296 ha, liczyła ogółem 302 osoby.

### Przynależność administracyjna
W latach 1340–1772 miejscowość leżała w ziemi sanockiej, w województwie ruskim. W latach 1772–1852 w cyrkule leskim, a następnie sanockim. Od 1867 wieś leży w powiecie sanockim, w gmina Bukowsko w Galicji. Do 1914 wieś podległa jurysdykcji starostwa powiatowego w Sanoku, powiat sądowy w Bukowsku.
W latach 1975–1998 miejscowość położona była w województwie krośnieńskim.

### Wydarzenia
W 1366 król Kazimierz III Wielki wydaje przywilej lokacyjny wsi, po obu stronach rzeki Brzozowa, dziś Nadolany, Nagórzany. W 1578 wieś jest własnością Adama Siecińskiego, o pow. 2 łanów.
W 1589 wieś (Wola Przedmieście Nagorzany) należy do Stanów, o pow. 6 ½ łana. Od 10 listopada 1634 własność Alexandra de Stano. Wu 1717 Samuel i Bogusław synowie Aleksandra Stano sprzedają Nagórzany, Nadolanami, Wolę Sękową i Wolę Jaworową Józefowi Bukowskiemu – łowczemu lwowskiemu.
W okresie powstania styczniowego z 1863 z Nagórzan walczył Jan Żmigrodzki.

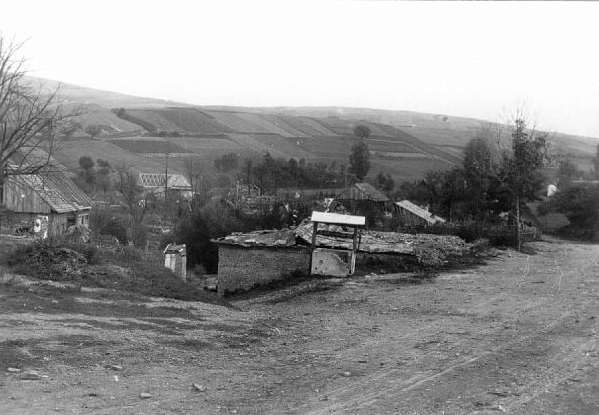
Wieś spalona przez oddziały UPA w kwietniu 1946

W okresie II wojny światowej Nagórzany przynależały do placówki nr IV w Nowotańcu podległej Komendzie Obwodu AK OP-23 w Sanoku. Wieś została zajęta przez nieliczne oddziały sowieckie na początku sierpnia 1944. 4 sierpnia pijana kompania żołnierzy sowieckich posuwająca się wzdłuż Pielni w kierunku Nadolan zaatakowała karabinami maszynowymi niemieckie wozy terenowe „treny”, jadące z Bukowska w kierunku Rymanowa, wywiązała się walka, w której zginęło 12 sowieckich żołnierzy. 12 sierpnia Niemcy rozkazali przeniesienie się cywilnej ludności do Bukowska i tym samym zorganizowali tu swoją obronę. Następnego dnia odrzucili sowiecki atak aż do Jędruszkowiec i okolice górnej Pielni. Front w tym miejscu ustalił się i trwał do 16 września 1944. Ponieważ kwaterujące w Nowotańcu i Nagórzanach kompanie SS plądrowały cudzą własność, miejscowa ludność interweniowała u generała Wurtza, kwaterującego w Bukowsku, a następnie u generała Scheuerpfluga w Woli Sękowej. Na skutek interwencji i rozkazu generałów kwaterująca kompania SS została przeniesiona do Rymanowa. Początki ofensywy sowieckiej dały o sobie znać we wsi i miasteczku 14 września 1944 podczas sowieckich bombardowań. W nocy z 15 na 16 września artyleria niemiecka ze Stawisk (część Nadolan) wycofała się w kierunku Woli Sękowej, a rano w sobotę oddziały czechosłowackie zajęły Nowotaniec, Nadolany i Nagórzany do Pielni słowaccy żołnierze doszli o godz. 9.30. Ostatnie wojskowe auto niemieckie przejechało przez Nowotaniec i Nagórzany o godz. 8, 16 września 1944, kierując się w stronę Woli Sękowej.
Nagórzany zostały całkowicie spalone przez UPA z 5 na 6 kwietnia 1946 ok. godziny 22.00.
W 2009 we wsi funkcjonował sklep GS „SCH”, kilka firm usługowo-handlowych, oraz dwie ogólnobudowlane. Dziesięć gospodarstw rolnych spełniało wymogi UE. We wsi działa KGW o tradycjach sięgających lat 30. XX wieku, OSP, oraz Klub Sportowy Nagórzany.

## Związani z Nagórzanami
W Nagórzanach urodzili się m.in.:
- Anastazy Pankiewicz (1882–1942) – błogosławiony kościoła katolickiego,
- por. Tomasz Silarski (1895–1940) – nauczyciel, zamordowany w Katyniu.
- Benedykt Krawiec (1901–1971) – działacz komunistyczny, oficer UB.
- dr Kazymyr Patrylak (1938–2015) – naukowiec-chemik, profesor Narodowego Technicznego Uniwersytetu Politechnika Kijowska,
- Zbigniew Chrząszcz (ur. 1957) – pilot samolotowy.

## Ludność
- 1898 – 471
- 1929 – 302 (w 1936 wieś zamieszkana była przez 36 Rusinów)
- 2002 – 320

Emigracja
Po 1848 nasiliły się procesy migracyjne ludności:
- 1848–1866 – Węgry (okolice Koszyc i Jasova),
- 1866–1914 – emigracja zarobkowa do USA (okolice Chicago) i Francji,
- okres międzywojenny – rejon Bydgoszczy, Tczewa i Białegostoku,
- po II wojnie światowej – głównie opolskie i Górny Śląsk.

## Architektura

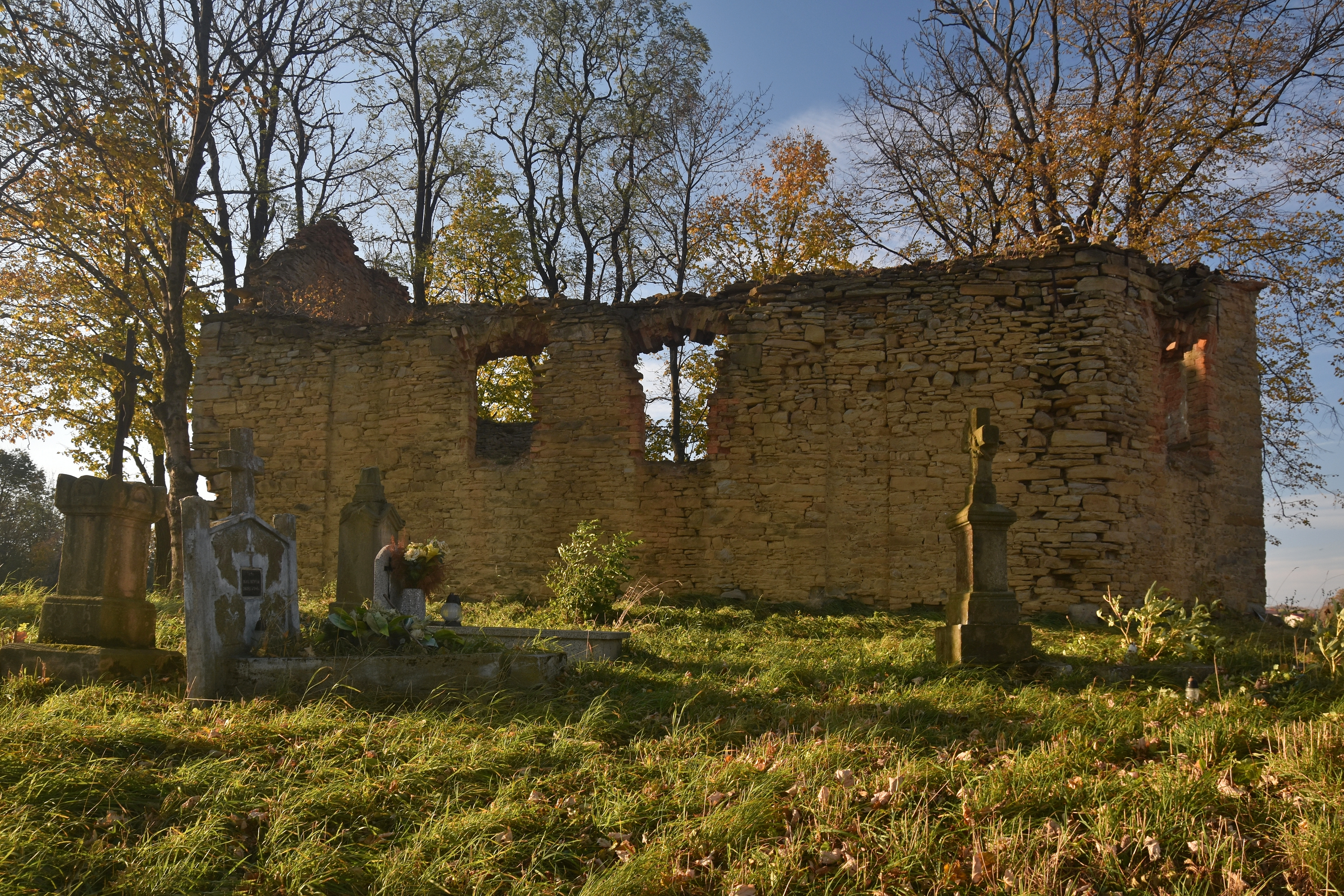
Ruiny cerkwi (2019)

W XIX w. Nagórzany tworzyły przedmieście miasteczka Nowotańca. Wieś dzieliła się na cztery części Lipniki, Ludwikówkę, Węglarzyska i Królikówkę.
Z zabytków pozostała dawna cerkiew greckokatolicka pw. śś. Apostołów Piotra i Pawła należąca do byłej parafii w miejscowości Wola Sękowa. Cerkiew wzniesiona w 1848 r., erygowana w 1861 z fundacji Włodzimierza Poźniaka, patrona tytularnego i kolatora cerkwi. Na początku XX w. remontowana, po 1947 popadła w ruinę. Po 1944 nastąpiła konwersja wyznania z obrządku greckokatolickiego na łaciński. Cerkwisko położone jest na cmentarzu grzebalnym z XIX w. W 2024 oddano odnowiony budynek świątyni, zrekonstruowany staraniem gminy Bukowsko.
Na cmentarzu zachowały się nieliczne nagrobki w początku XX w. Pod cerkwią znajduje się krypta z grobami fundatora i jego synów.